# Pablo Cuñat
Pablo Cuñat Campos (Valencia, 28 de abril de 2002) es un futbolista español que juega como guardameta en el Levante U. D. de la Primera División.

## Trayectoria
Nacido en Valencia, regresa al fútbol base del Levante U. D. en 2020 tras dos temporadas en La Masía. Debutó con el filial granota el 13 de diciembre de 2020, en una derrota por 0-1 frente al Hércules C. F. en la antigua Segunda División B. En las siguientes dos temporadas se asienta en el filial como portero habitual, jugando en Segunda Federación y Tercera Federación.
El 7 de agosto de 2023 se incorporó a la S. D. Amorebieta de la Segunda División en calidad de cedido hasta final de temporada. La siguiente temporada volvió a ser cedido, esta vez al F. C. Cartagena, también en Segunda División.
Tras finalizarse la cesión, consumándose el descenso a la Primera federación de los blanquinegros, volvió al Levante UD.

## Clubes
Actualizado al último partido disputado el 25 de mayo de 2025.
| Club                      | País   | Año       | Partidos |
| ------------------------- | ------ | --------- | -------- |
| Atlético Levante U. D.    | España | 2020-2023 | 51       |
| S. D. Amorebieta (cedido) | España | 2023-2024 | 26       |
| F. C. Cartagena (cedido)  | España | 2024-2025 | 38       |